# Potočani (Velike)
Potočani (1910 és 1981 között Potočani Požeški) falu Horvátországban, Pozsega-Szlavónia megyében. Közigazgatásilag Velikéhez tartozik.

## Fekvése
Pozsegától légvonalban 13, közúton 17 km-re északra, községközpontjától légvonalban 2, közúton 5 km-re délnyugatra, a Papuk-hegység déli lejtőin, Draga és Radovanci között fekszik.

## Története
A régészeti leletek tanúsága szerint területe már ősidők óta lakott. A falu feletti 370 méteres magaslaton levő Mali grad nevű lelőhelyen az újkőkorszakban virágzott starčevói és a kostolaci kultúra településének maradványait találták meg. A falu felső részén a Retz-Gajary kultúra népéhez tartozó mintegy 50, különböző nemű és korú ember csontváza került elő. Buturac szerint Potočani település már a középkorban is létezett, de nincs róla írásos forrás. Megemlíti az 1545-ben készült török defter is. 1698-ban „Patacs” néven 14 portával szerepel a török uralom alól felszabadított szlavóniai települések összeírásában. 1705-ben 20, 1730-ban 18 ház állt a településen.
Az első katonai felmérés térképén „Dorf Potocsani” néven látható. Lipszky János 1808-ban Budán kiadott repertóriumában „Potochani” néven szerepel. Nagy Lajos 1829-ben kiadott művében „Potochani” néven 24 házzal, 179 katolikus vallású lakossal találjuk. 1857-ben 157, 1910-ben 190 lakosa volt. 1910-ben a népszámlálás adatai szerint teljes lakossága horvát anyanyelvű volt. Pozsega vármegye Pozsegai járásának része volt. Az első világháború után 1918-ban az új szerb-horvát-szlovén állam, majd később (1929-ben) Jugoszlávia része lett. 1991-ben lakosságának 96%-a horvát nemzetiségű volt. 2001-ben 182 lakosa volt.

## Lakossága
| Lakosság változása | Lakosság változása | Lakosság változása | Lakosság változása | Lakosság változása | Lakosság változása | Lakosság változása | Lakosság változása | Lakosság változása | Lakosság változása | Lakosság változása | Lakosság változása | Lakosság változása | Lakosság változása | Lakosság változása | Lakosság változása |
| ------------------ | ------------------ | ------------------ | ------------------ | ------------------ | ------------------ | ------------------ | ------------------ | ------------------ | ------------------ | ------------------ | ------------------ | ------------------ | ------------------ | ------------------ | ------------------ |
| 1857               | 1869               | 1880               | 1890               | 1900               | 1910               | 1921               | 1931               | 1948               | 1953               | 1961               | 1971               | 1981               | 1991               | 2001               | 2011               |
| 157                | 142                | 155                | 162                | 171                | 190                | 210                | 237                | 196                | 218                | 203                | 177                | 176                | 194                | 188                | 182                |